# 1110
Évszázadok: 11. század – 12. század – 13. század
Évtizedek: 1060-as évek – 1070-es évek – 1080-as évek – 1090-es évek – 1100-as évek – 1110-es évek – 1120-as évek – 1130-as évek – 1140-es évek – 1150-es évek – 1160-as évek
Évek: 1105 – 1106 – 1107 – 1108 –  1109 – 1110 – 1111 – 1112 – 1113 – 1114 – 1115

## Események
- május 13. – A keresztesek elfoglalják Bejrútot.[1]
- december 4. – A keresztesek elfoglalják Szidónt.[2]
- Elkezdik építeni a tournai-i Notre-Dame székesegyházat.
- V. Henrik német király itáliai hadjárata, az itáliai városok hűbérurukul ismerik el őt.
- Mavdud mószuli szultán megszállja az Edesszai Grófsághoz tartozó, az Eufrátesztől keletre fekvő területeket.
- I. Alexiosz bizánci császár felújítja a szeldzsuk törökök elleni hadjáratát.